# Carl Halle

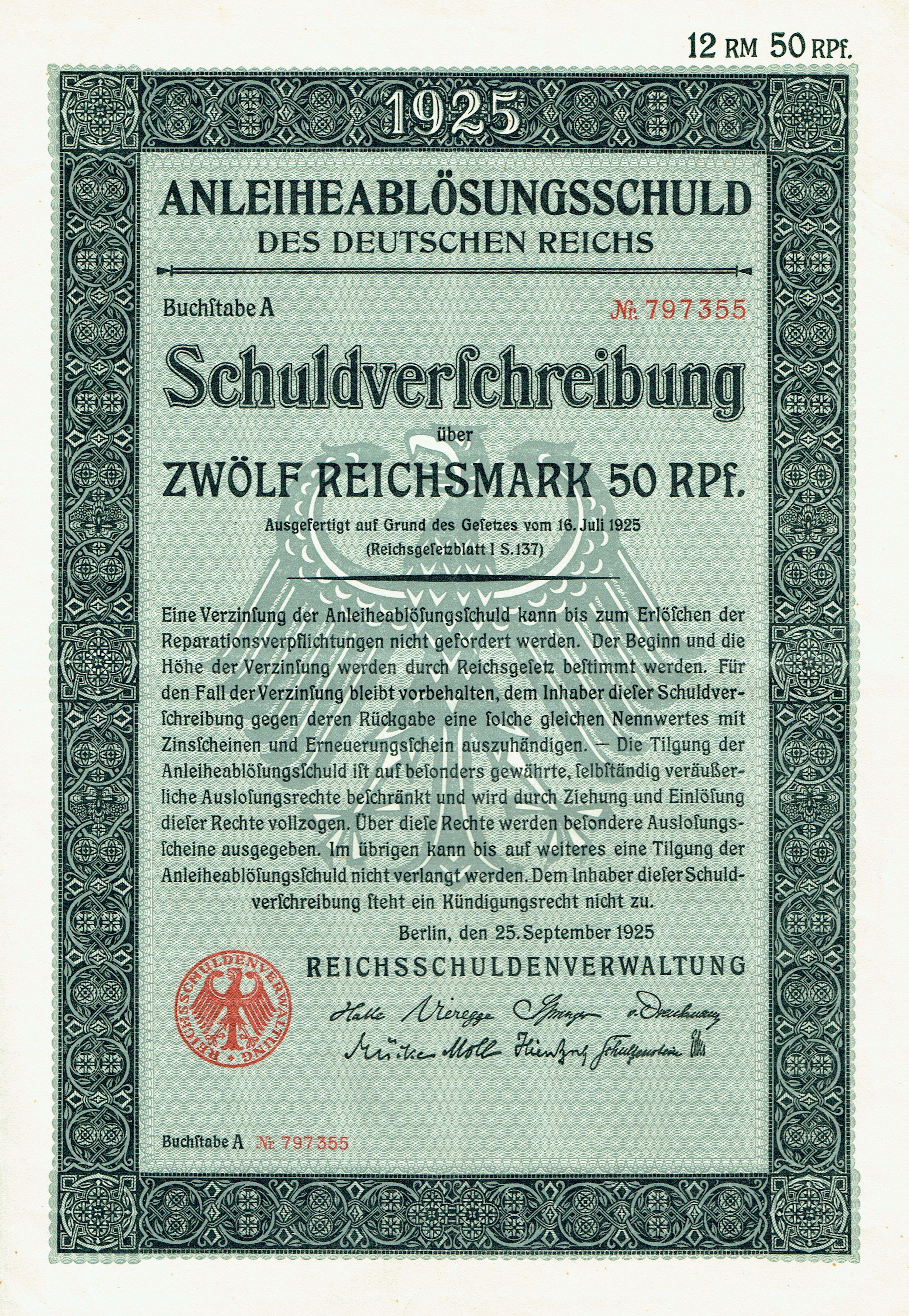
Schuldverschreibung des Deutschen Reiches, ausgestellt durch die Reichsschuldenverwaltung am 25. September 1925, mit Unterschrift von Carl Halle

Carl Halle, auch Karl Halle (* 4. März 1863 in Anklam; † 7. November 1934 in Berlin) war ein deutscher Jurist und Ministerialbeamter. Er war von 1924 bis 1928 Präsident der Reichsschuldenverwaltung.
Halle besuchte das Gymnasium in Anklam und studierte in Halle, Berlin und Bonn.
Am 1. April 1918 wurde er Präsident der Preußischen Hauptverwaltung der Staatsschulden, die 1924 auf das Reich überging.
Carl Halle starb 1934 im Alter von 71 Jahren und wurde auf dem Friedhof Zehlendorf in Berlin beigesetzt. Das Grab ist nicht erhalten.